# Val Dodds
Val Dodds (Lincoln, Nebraska; 14 de febrero de 1994) es una actriz pornográfica y modelo erótica estadounidense.

## Biografía
Val Dodds, nombre artístico de Val Midwest, nació en el estado de Nebraska en febrero de 1994, en el seno de una familia muy conservadora -tiene 9 hermanos- de ascendencia irlandesa.
A los 19 años de edad ya tenía claro que quería entrar en la industria del entretenimiento para adultos. Pese a las continuas protestas de su familia, Val siguió interesada en explotar su faceta como actriz, y en junio de 2013, ante la negativa y las burlas de su entorno, decidió desnudarse ante el instituto St. Pius X High School como protesta. La posterior actriz apareció desnuda y con un crucifijo como único objeto. Posteriormente, fue detenida por la policía del Estado.
Después de este incidente, que le mantuvo un mes presa por altercado público, contactó con la actriz porno Melissa Midwest, cuyo exmarido trabajaba en la industria en el circuito de páginas web especializadas y consiguió que Val Doods comenzara realizando shows en Internet. Posteriormente se marchó hasta Los Ángeles y debutó con la compañía Hustler en verano de 2015, a los 21 años de edad.
Como actriz ha trabajado para productoras como Digital Sin, Girlfriends Films, Pure Play Media, AMK Empire, Hustler, Cherry Pimps, Penthouse, Kick Ass, Smash Pictures, Reality Kings, Brazzers, Zero Tolerance o Elegant Angel, entre otras.
En 2017 y 2018 fue nominada en los Premios AVN en la categoría de Artista lésbica del año.
Ha rodado más de 110 películas.
Alguno de sus trabajos son College Anal 101, Erotic Tall Tales, Girl Fiction, Lesbian Librarians, My First Lesbian Taste, Naughty Girls From Next Door, Senator's Speech, Slumber Party 31, Who Can Cum The Most o Woman's Pleasure.

## Premios y nominaciones
| Año  | Ceremonia         | Resultado | Premio                               | Trabajo |
| ---- | ----------------- | --------- | ------------------------------------ | ------- |
| 2016 | Premios AVN       | Nominada  | Premio fan: Debutante más caliente   | —       |
| 2017 | Premios AVN       | Nominada  | Artista lésbica del año              | —       |
| 2017 | Premios AVN       | Nominada  | Premio fan: Culo más épico           | —       |
| 2017 | Spank Bank Awards | Nominada  | Masturbator of the Year              | —       |
| 2017 | Spank Bank Awards | Nominada  | Most Talented Tongue                 | —       |
| 2018 | Premios AVN       | Nominada  | Artista lésbica del año              | —       |
| 2018 | Spank Bank Awards | Nominada  | Sensational Scissorist               | —       |
| 2018 | Spank Bank Awards | Nominada  | Webcam / Skype Show Girl of the Year | —       |
| 2019 | Premios AVN       | Nominada  | Artista lésbica del año              | —       |
| 2019 | Premios AVN       | Nominada  | Premio fan: Estrella mediática       | —       |
| 2019 | Spank Bank Awards | Nominada  | Finger Banging Phenom of the Year    | —       |
| 2019 | Spank Bank Awards | Nominada  | Sensational Scissorist               | —       |